# Adelpha shuara
Espèce
Adelpha shuara est une espèce de papillons de la famille des Nymphalidae, sous famille des Limenitidinae et du genre Adelpha.

## Dénomination
Adelpha shuara a été décrit par Keith Richard Willmott (d) et Jason Piers Wilton Hall en 1995.

## Description
Adelpha shuara est un papillon d'une envergure d'environ 40 mm, à bord externe des ailes antérieures légèrement concave au dessus marron très foncé marqué dans l'aire discale des ailes antérieures d'une large bande jaune et d'une bande blanche dans l'aire discale des ailes postérieures se terminant en pointe avant le bord interne.
Le revers est cuivré rayé de gris avec la même large bande  que sur le dessus mais blanche aux ailes antérieures et aux ailes postérieures.

## Écologie et distribution
Adelpha shuara n'est présent que dans l'Est de l'Équateur. 

### Biotope
Adelpha shuara réside dans la forêt humide sur le versant est des Andes à une altitude de 1 000 m à 1 300 m.

### Protection
Pas de statut de protection particulier.